# Наран
Наран (монг. Наран) — сомон Сухе-Баторського аймаку Монголії. Територія 7,5 тис. кв.км, населення 2,0 тис. чол. Центр — селище Хонгор 700 км від Улан-Батора.

## Корисні копалини
Є запаси будівельної сировини та сировини для хімічної промисловості.

## Клімат
Різкоконтинентальний клімат, середня температура січня −20-21 град. Цельсія, липня +21-24 град., в середньому протягом року випадає 180–200 мм опадів.

## Природа
Здебільшого піщані землі, кущі, карагана, ковила та ін. Водяться вовки, лисиці, манули, джейрани, корсаки, степові та перелітні птахи.

## Соціальна сфера
Є школа, лікарня, сфера обслуговування.